# HMS Snapdragon (K10)
HMS Snapdragon (K10) je bila korveta razreda flower Kraljeve vojne mornarice, ki je bila operativna med drugo svetovno vojno.

## Zgodovina
19. decembra 1942 je bila podmornica potopljena med nemškim zračnim napadom.